# HMS B8
Pour les articles homonymes, voir B8.
Le HMS B8 est l’un des onze sous-marins britanniques de classe B construits pour la Royal Navy au cours de la première décennie du XXe siècle. Terminé en 1906, il a d’abord été affecté à la Home Fleet, avant d’être transféré en mer Méditerranée six ans plus tard. Après le début de la Première Guerre mondiale en 1914, le HMS B8 a joué un rôle mineur dans la campagne des Dardanelles. Il a été transféré en mer Adriatique en 1916 pour soutenir les forces italiennes contre la marine austro-hongroise. Il a été converti en patrouilleur en 1917 et a été vendu à la ferraille en 1919.

## Conception
La classe B était une version agrandie et améliorée de la classe A qui la précédait. Ces sous-marins avaient une longueur totale de 43,4 m, un maître-bau de 3,8 m et un tirant d'eau moyen de 3,4 m. Ils avaient un déplacement de 292 tonnes en surface et 321 tonnes immersion. Les sous-marins de la classe B avaient un équipage de deux officiers et treize matelots.
Pour la navigation en surface, les navires étaient propulsés par un unique moteur à essence Vickers à 16 cylindres de 600 chevaux-vapeur (447 kW) qui entraînait un unique arbre d'hélice. Lorsqu’ils étaient en immersion, l’hélice était entraînée par un moteur électrique de 180 chevaux (134 kW). Ils pouvaient atteindre 12 nœuds (22 km/h) en surface et 6,5 nœuds (12 km/h) sous l’eau. En surface, la classe B avait un rayon d'action de 1 000 milles marins (1 900 km) à 8,7 nœuds (16,1 km/h).
Ces navires étaient armés de deux tubes lance-torpilles de 18 pouces (450 mm) à l’avant. Ils pouvaient transporter une paire de torpilles de rechange, mais en général, ils ne le faisaient pas, car en compensation ils devaient abandonner un poids équivalent de carburant.

## Engagements
Commandé dans le cadre du Programme naval 1904-1905, le HMS B8 a été construit par Vickers à son chantier naval de Barrow-in-Furness. Il fut lancé le 23 janvier 1906 et achevé le 10 avril, au coût de 47000 livres sterling. Les sous-marins de classe B ont d’abord été affectés à la troisième division de la Home Fleet, basée à Portsmouth et à Devonport, et ont été chargés de la défense côtière et de la défense du pas de Calais en temps de guerre. En 1912, le HMS B8, le HMS B6 et le HMS B7 ont été transférés à Malte.
Après le début de la Première Guerre mondiale et la poursuite infructueuse des navires allemands Goeben et Breslau en août 1914, les sous-marins de classe B ont été transférés dans la région des Dardanelles à la mi-septembre pour empêcher toute tentative d’évasion des navires allemands. Après l’arrivée des sous-marins de classe E plus grands et plus modernes au début de 1915, les navires de classe B ont commencé à revenir à Malte. Après l’entrée du royaume d'Italie dans le camp des Alliés en mai 1915, les sous-marins de classe B de la Méditerranée furent transférés à Venise pour renforcer les forces italiennes dans le nord de l’Adriatique. Les HMS B8, B7 et B9 ont été les premiers à arriver à Venise le 11 octobre, bien que B8 ait été immédiatement envoyé au chantier naval pour réparer les dommages subis lors de la collision avec le remorqueur italien Luni. Le B8 a été le premier sous-marin britannique de l’Adriatique à apercevoir un navire de guerre ennemi lorsqu’il a repéré un destroyer austro-hongrois au large des côtes de l’Istrie le 8 novembre, bien qu’il n’ait pas pu l’attaquer. Les cinq sous-marins britanniques effectuent 13 patrouilles au large des côtes austro-hongroises avant la fin de 1915, gênés par le mauvais temps et les mines dérivantes, suivies de 13 autres patrouilles au cours des deux premiers mois de 1916.
Le B8 a signalé avoir repéré un périscope et avoir été raté par une torpille alors qu’il commençait une patrouille le 28 février. Les recherches effectuées après-guerre ont révélé qu’aucun sous-marin ennemi n’était dans la zone où l’incident s’est produit. Le 27 avril, le navire était remis en état à Venise. Après son achèvement début mai, le bateau a commencé sa première patrouille du mois le 23. Il a été attaqué par le sous-marin austro-hongrois U-11. La torpille tirée par ce dernier a manqué le B8, qui a plongé en repérant le périscope du U-11.
Le 9 août, le B8 a été légèrement endommagé lorsqu’une bombe a touché et coulé son sister-ship B10 à l’amarre. Remplacés par des sous-marins de classe H plus modernes, les sous-marins de classe B sont retournés à Malte le 9 novembre pour être convertis en patrouilleurs de surface, armés d’un canon de 12 livres (76 mm). Renommé S8 en août 1917, le navire est affecté à la patrouille sur le barrage d'Otrante destiné à empêcher la marine austro-hongroise de sortir de l’Adriatique, bien qu’il se révèle très peu fiable une fois en service. Le navire est vendu aux enchères à Malte pour la ferraille en 1919.